# Bijuesca
Bijuesca (aragónul Bichuesca) település Spanyolországban,  Zaragoza tartományban. Bijuesca Carabantes, Berdejo, Torrelapaja, Malanquilla, Clarés de Ribota, Torrijo de la Cañada és Deza községekkel határos. Lakosainak száma 93 fő (2024).

## Népesség
A település népessége az utóbbi években az alábbiak szerint változott:
| Lakosok száma | 128  | 109  | 136  | 114  | 114  | 105  | 99   | 94   | 89   | 93   |
|               | 2001 | 2004 | 2007 | 2009 | 2012 | 2014 | 2017 | 2019 | 2022 | 2024 |